# Gissa låten

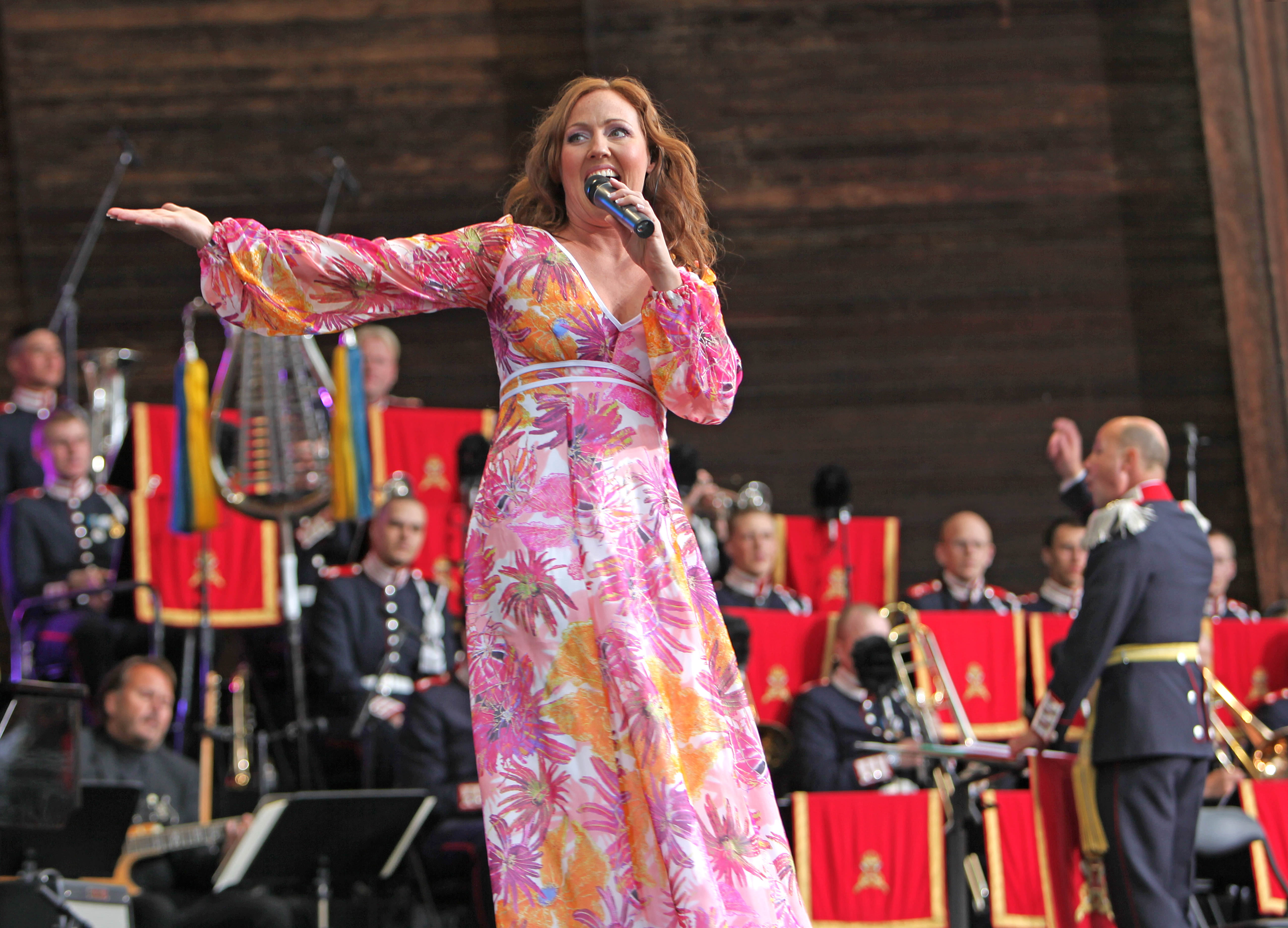
Hanna Hedlund var en av lagledarna i Gissa låten! Foto från Skansen 2009

Gissa låten! var ett svenskt underhållningsprogram på SVT som sändes mellan 24 september till 15 oktober 2016 med programtiden 20:00 på lördagar. Programledare var Ola Selmén.
I programmet deltog svenska musiker och kändisar som försökte gissa rätt på frågor om låtar och låttitlar som spelades upp av en discjockey. Även tittarna hemma kunde delta genom att spela med i appen Duo.

## Avsnitt
Två lag tävlade mot varandra i varje avsnitt, med Claes Malmberg och Hanna Hedlund som lagledare i varsitt lag.
| Nr | Datum             | Tävlande | Tittarsiffror |
| -- | ----------------- | --- | ------------- |
| 1  | 24 september 2016 | Claes Malmberg, Babsan och Anna Book. Hanna Hedlund, Farzad Farzaneh och Rickard Söderberg.                           | 908 000       |
| 2  | 1 oktober 2016    | Claes Malmberg, Barbro "Lill-Babs" Svensson och Jessica Andersson. Hanna Hedlund, Doreen Månsson och Magnus Carlsson. | 700 000       |
| 3  | 8 oktober 2016    | Claes Malmberg, Elisabet Höglund och Emma Knyckare. Hanna Hedlund, Lars Ohly och Anton Hysén.                         | 814 000       |
| 4  | 15 oktober 2016   | Claes Malmberg, Sven Melander och Clara Henry Hanna Hedlund, Babben Larsson och Sean Banan.                           | 710 000       |